# Кафе (фільм, 2011)
Кафе (англ. Cafe) — американський незалежний фільм 2011 року.

## Сюжет
Для жителів модного району Філадельфії кафе Вест Філлі Ґраундз – незмінне місце зустрічей. Саме тут працює незамінна Клер, яка разом з кавою і булочками подає цілющі рецепти від серцевих ран і безцінні поради. Щодня до Клер потоком приходять постійні відвідувачі з проблемами у коханні, сімейному житті та кар'єрі. Та як же особисте життя самої порадниці?